# Guillermina Rojas Orgis
Guillermina Rojas Orgis, död efter 1871, var en spansk anarkist och feminist.
Hon deltog i revolutionen mot Isabella II av Spanien 1868 och grundade en republikansk kvinnoklubb i sin hemstad Paris. Hon flyttade därefter till Madrid där hon deltog i den offentliga debatten som journalist, feminist och anarkist under den spanska republiken. 